# Рефрактура
Рефрактура кости — повторный перелом кости. Многие специалисты не относят к рефрактурам повторные патологические переломы костей.
Рефрактурой принято считать перелом, отвечающий следующему набору условий:
1. перед первым переломом кость была здорова (исключаются повторные патологические переломы)
2. второй перелом произошёл после сращения первого (исключаются ложные суставы и несросшиеся переломы)
3. в случае, если первый перелом лечился оперативно, фиксатор был удалён до того, как произошёл повторный перелом (перелом неудалённого фиксатора в зоне перелома в подавляющем большинстве случаев свидетельствует о том, что первый перелом не сросся).
4. второй перелом наступил в месте локализации первого.

Однако, другие авторы (Grob, D., Magerl, F. 1987) считают, что рефрактуры могут быть
1. фокальными (точно совпадающими по плоскости с первым переломом) и
2. парафокальными (произошедшими в зоне патологической перестройки кости, обусловленной первым переломом или использованными методами его лечения — например, перелом по каналу удалённого винта).